# Marek Špilár
Marek Špilár, slovaški nogometaš, * 11. februar 1975, Stropkov, Češkoslovaška, † 7. september 2013, Prešov, Slovaška.
Za slovaško reprezentanco je odigral 30 uradnih tekem.